# جوزف لوک
جوزف لوک (انگلیسی: Josef Lüke; ۱۳ مارس ۱۸۹۹ – 1948) بازیکن فوتبال اهل آلمان بود.
وی همچنین در تیم ملی فوتبال آلمان بازی کرده‌است.